# Hyloscirtus armatus
Hyloscirtus armatus es una especie de anfibios de la familia Hylidae.
Habita en Bolivia y Perú.
Sus hábitats naturales incluyen montanos secos y ríos. Está amenazada de extinción por la destrucción de su hábitat natural.